# Персько
Персько (пол. Piersko) — село в Польщі, у гміні Казьмеж Шамотульського повіту Великопольського воєводства.
Населення — 154 особи (2011).
У 1975-1998 роках село належало до Познанського воєводства.

## Демографія
Демографічна структура станом на 31 березня 2011 року:
|          | Загалом | Допрацездатний вік | Працездатний вік | Постпрацездатний вік |
| -------- | ------- | ------------------ | ---------------- | -------------------- |
| Чоловіки | 79      | 19                 | 53               | 7                    |
| Жінки    | 75      | 22                 | 42               | 11                   |
| Разом    | 154     | 41                 | 95               | 18                   |